# Hilara nigrocincta
Hilara nigrocincta är en tvåvingeart som 1935 beskrevs av den holländska zoologen Johannes C. H. de Meijere. Arten ingår i släktet Hilara och familjen dansflugor.
Den förekommer i delar av tempererade och södra Europa, från Nederländerna och söderut, över den alpina regionen till Medelhavet. Den har sällsynt även observerats i exempelvis Danmark och Bulgarien. Inga underarter finns listade i Catalogue of Life.
Karaktäristiskt för arten är de svarta banden på tergiternas bakre del. Det är dessa som gett den dess vetenskapliga artepitet.